# Tatum McCann
Tatum Danielle McCann (Riverside, 25 marzo 1999) è un'attrice statunitense.

## Biografia
Nata in California, Tatum McCann ha lavorato come attrice bambina ed è nota soprattutto per i ruoli di Emily Stevens nella serie televisiva Smith e della piccola Samantha Newman nel film Cambia la tua vita con un click (2006). Per questa interpretazione, la McCann ha ottenuto una nomination ai Young Artist Awards nella categoria Miglior giovane attrice fino ai dieci anni.

## Filmografia

### Cinema
- Neo Ned, regia di Van Fischer (2005)
- Cambia la tua vita con un click (Click), regia di Frank Coraci (2006)
- Un amore all'improvviso (The Time Traveler's Wife), regia di Robert Schwentke (2009)

### Televisione
- The John Henson Project (2004) - Ruolo: Bambina
- NYPD - New York Police Department (2004) - Ruolo: Emily Dawson
- My Name Is Earl (2006) - Ruolo: Cindy
- Ghost Whisperer - Presenze (2006) - Ruolo: Emily Morrison
- Smith (2006-2007) - Ruolo: Emily Stevens
- E.R. - Medici in prima linea (2009) - Ruolo: Emily

## Premi e candidature
- Nomination ai Young Artist Awards 2006: Best Performance in a Feature Film - Young Actress Age Ten or Younger per Cambia la tua vita con un click